# Peder Bang
Peder Bang, född 1225, död 1277, var en dansk biskop. Bang blev biskop i Roskilde 1254. När ärkebiskop Jacob Erlandsen 1259 kom i gräl med kung Kristofer och fängslades kom biskop Peder att gå i spetsen för det kyrkliga partiet och påbjöd interdikt i sitt stift. Kungen motsatte sig detta och biskop Peder tvingades att fly till Rügen i Tyskland.
Biskop Peder återvände till Danmark 1254 efter att han försonats med kung Erik Klipping.